# Alice Cooper Goes to Hell
Albums de Alice Cooper
Welcome to My Nightmare
(1975) Lace and Whiskey
(1977)
Singles
1. I Never Cry
Sortie : 1976

Alice Cooper Goes to Hell est le neuvième album studio d'Alice Cooper et le second en solo. Il est sorti le 25 juin 1976 sur le label Warner Bros Records et fut produit par Bob Ezrin.

## Historique
Cet album fut enregistré au Canada dans les studios Soundstage de Toronto et aux États-Unis dans les studios Record Plant East de New York & RCA Recording Studios de Los Angeles.
Il est dans la continuité de l'album Welcome to My Nightmare dont il reprend le personnage principal, Steven. Les titres ont été composés majoritairement par Alice Cooper, le guitariste Dick Wagner et Bob Ezrin.
Il se classa à la 27e place du Billboard 200 et fut certifié disque d'or aux États-Unis. Un seul single I Never Cry sorti pour promouvoir l'album, il se classa à la 12e place du Billboard Hot 100 américain.
et fut récompensé lui aussi un disque d'or pour plus de 500 000 45 tours vendus ; il est le premier single d'Alice Cooper à être certifié.

## Liste des titres
Tous les titres ont été écrits par Alice Cooper, Dick Wagner et Bob Ezrin, sauf indication.
Face 1
| No | Titre                                   | Durée |
| -- | --------------------------------------- | ----- |
| 1. | Go to Hell                              | 5:02  |
| 2. | You Gotta Dance                         | 2:44  |
| 3. | I'm the Coolest                         | 3:57  |
| 4. | Didn't We Meet                          | 4:15  |
| 5. | I Never Cry (Alice Cooper, Dick Wagner) | 3:43  |

Face 2
| No  | Titre                                                        | Durée |
| --- | ------------------------------------------------------------ | ----- |
| 6.  | Give the Kid a Break                                         | 4:13  |
| 7.  | Guilty                                                       | 3:21  |
| 8.  | Wake me Gently                                               | 5:03  |
| 9.  | Wish You Were Here                                           | 4:35  |
| 10. | I'm Always Chasing Rainbows (Harry Carroll, Joseph McCarthy) | 2:13  |
| 11. | Going Home                                                   | 3:47  |

## Musiciens
- Alice Cooper - chant
- John Tropea - guitares (titres 1, 2, 6, 8 et 9)
- Dick Wagner - guitares, chœurs (titres 1-4; 6-10)
- Steve Hunter - guitares
- Bob Babbitt - basse (sur tous les titres sauf 2 et 11)
- Bob Ezrin - synthétiseur, piano, piano électrique Fender rhodes
- Allan MacMillan - piano
- Allan Schwartzberg - batterie (sur tous les titres sauf 3, 10 et 11)
- Jim Maelen - percussion

## Musiciens additionnels
- Tony Levin - basse (titres 2 et 11)
- Jim Gordon - batterie (titres 3, 10 et 11)
- Dick Berg - Cor d'harmonie (titre 5)
- Michael Sherman, Shawn Jackson, Colina Phillips, Joe Gannon, Shep Gordon, Denny Vosburgh, Bill Misener, Laurel Ward, Sharon-Lee Williams - chœurs

## Charts
Album
| Pays        | Durée du classement | Meilleur classement |
| ----------- | ------------------- | ------------------- |
| Canada      | 26 semaines         | 15e                 |
| États-Unis  | 32 semaines         | 27e                 |
| Royaume-Uni | 7 semaines          | 23e                 |
| Suède       | 1 semaine           | 47e                 |

Single
| Année | Single      | Chart           | Durée du classement | Position |
| ----- | ----------- | --------------- | ------------------- | -------- |
| 1976  | I Never Cry | Hot 100         | 27 semaines         | 12e      |
| 1976  | I Never Cry | RPM Top Singles | 27 semaines         | 5e       |

## Certifications
| Pays       | Certification | Ventes    | Date       |
| ---------- | ------------- | --------- | ---------- |
| Canada     | Platine       | 100 000 + | 01/01/1979 |
| États-Unis | Or            | 500 000 + | 23/11/1976 |

| Pays       | Titre       | Certification | Ventes    | Date       |
| ---------- | ----------- | ------------- | --------- | ---------- |
| États-Unis | I Never Cry | Or            | 500 000 + | 05/04/1977 |